# Massimo Bellano
Massimo Bellano (Termoli, 15 maggio 1973) è un allenatore di pallavolo italiano.

## Carriera

### Club
Ha iniziato la carriera di allenatore a metà degli anni Novanta nel padovano, dove si trovava per gli studi universitari in scienze statistiche; dopo le esperienze con Ardor Legnaro, Riviera Volley Barbarano e Pool Volley Piovese, nel 2005 diventa il tecnico della Gaiga Verona, con cui resta per quattro stagioni. Nel 2009 si trasferisce all'Ornavasso, con cui in cinque anni conquista una doppia promozione consecutiva che porta la società piemontese dalla Serie B1 all'A1.
Nel 2014 diventa il nuovo tecnico della Savino Del Bene, che lascia nel febbraio del 2016 per incomprensioni con la società. Il 23 maggio seguente viene ingaggiato dalla Lardini Filottrano, con cui vince la Coppa Italia di Serie A2 e ottiene la promozione nella massima serie.
Dopo aver lasciato la squadra marchigiana, nel 2017 diventa il nuovo allenatore del Club Italia, che guida per quattro anni; il 12 aprile 2021 passa al San Casciano.

### Nazionale
Nel 2018 viene nominato tecnico della nazionale under 19 femminile, con cui vince l'Europeo di categoria. Alla guida dell'under 20 ha vinto la medaglia d'argento ai Mondiali del 2019, mentre nel 2021 si è laureato campione del mondo nella rassegna iridata di Rotterdam.

## Palmarès

### Club
- Serie A2 (pallavolo femminile): 1

Filottrano: 2016-2017
- Serie B1 (pallavolo femminile): 1

Ornavasso: 2011-2012
- Coppa Italia di Serie A2: 1

Filottrano: 2016-2017

### Nazionale (competizioni minori)
- Campionato europeo under 19 2018
- Campionato mondiale under 20 2019
- Campionato mondiale under 20 2021